# فرودگاه پوئرتو لمپیرا

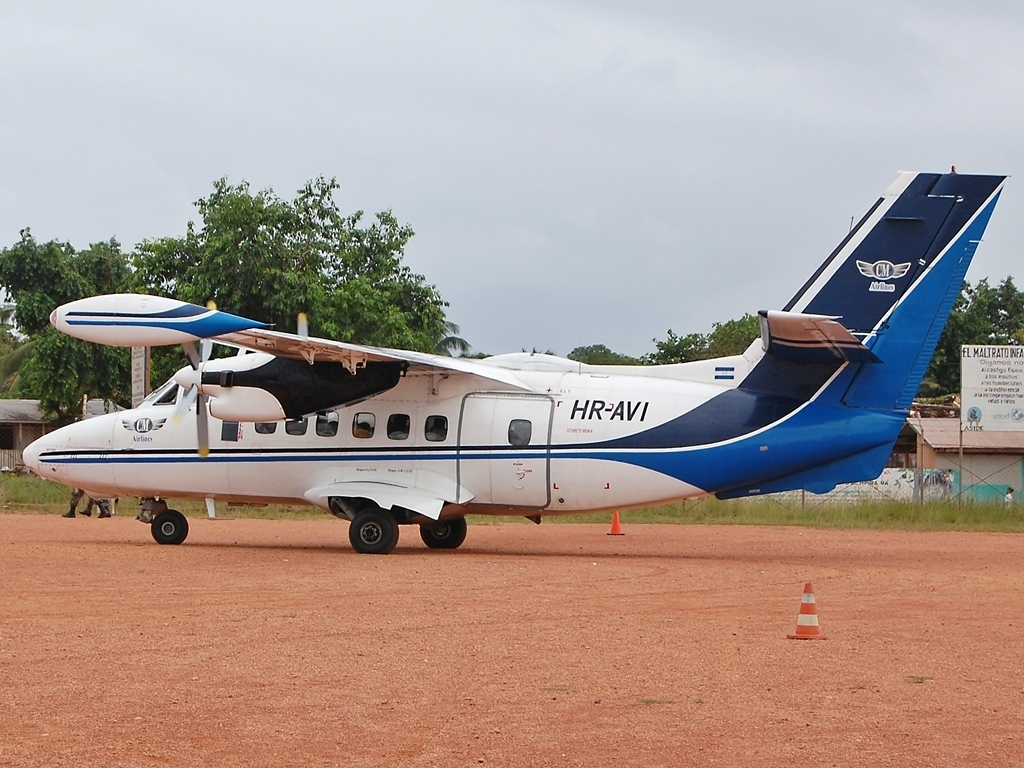
فرودگاه پوئرتو لمپیرا

فرودگاه پوئرتو لمپیرا (انگلیسی: Puerto Lempira Airport) یک فرودگاه عمومی در شهر پوئرتو لمپیرا، هندوراس است.
این فرودگاه دارای یک باند به طول ۱٬۵۰۰ متر در ارتفاع ۱۰ متری از سطح دریا است.